# Стор (остров)

Остров Стор (на английски: Stor Island) е 66-ият по големина остров в Канадския арктичен архипелаг. Площта му е 313 км2, която му отрежда 85-о място сред островите на Канада. Административно принадлежи към канадската територия Нунавут. Необитаем.
Островът се намира в протока Юрика, отделящ големите острови Аксел Хайберг на запад от Елсмиър на изток. На северозапад и запад широкия 5,6 км п роток Фулмар го отделя от Аксел Хайберг, а на 9 км на изток и на толкова на юг са бреговете на Елсмиър. Остров Стор затваря входа да дългия и тесен Бей фиорд, който се врязва дълбоко от запад в сушата на Елсмиър. Бреговата му линия с дължина 79 км, за разлика от повечето арктически острови на Канада, е слабо разчленена. Островът има овална форма, като дължината му от североизток на югозапад е 32 км, а ширината – 14 км.
В югозападната част на острова релефът е планински с максимална височина до 560 м, а на изток е платовиден със средна надморска височина около 100 м. Югоизточните брегове на Стор са стръмни, докато останалите са предимно полегати и равнинни. В североизточната част има ниски възвишения с височина от 200 до 300 м. Почти по цялото протежение на острова, от североизток на югозапад преминава дълбоко всечена долина, по която през краткото арктическо лято тече сравнително голяма река. В отличие от повечето острови в архипелага на острова липсват езера.
Островът е открит от норвежкия полярен изследовател Ото Свердруп на 30 април 1901 г. по време на експедицията му (1898-1902) в Канадския арктичен архипелаг.
|  | Тази страница частично или изцяло представлява превод на страницата Stor Island в Уикипедия на немски. Оригиналният текст, както и този превод, са защитени от Лиценза „Криейтив Комънс – Признание – Споделяне на споделеното“, а за съдържание, създадено преди юни 2009 година – от Лиценза за свободна документация на ГНУ. Прегледайте историята на редакциите на оригиналната страница, както и на преводната страница, за да видите списъка на съавторите. ВАЖНО: Този шаблон се отнася единствено до авторските права върху съдържанието на статията. Добавянето му не отменя изискването да се посочват конкретни източници на твърденията, които да бъдат благонадеждни. |